# Colobothea propinqua
Colobothea propinqua là một loài bọ cánh cứng trong họ Cerambycidae.